# Rifugio Dom Petra Skalaria Na Kaninu
Il Rifugio Dom Petra Skalaria Na Kaninu  (in sloveno: Dom Petra Skalarja na Kaninu) è un rifugio situato nel comune di Plezzo in Slovenia, a 2.260 m s.l.m., all'interno della Catena del Canin.

## Storia
Il rifugio fu costruito nel 1895.

## Accesso
- ¾ ore: dalla stazione a monte della cabinovia
- 6-7 ore: da Plezzo passando per Plužna e il monte Na Pečeh

## Vette
- 2 ore: Sniperjenik (2.499 m)
- 2½ ore: Visoki Kanin (2.587 m), attraverso Dole prode
- 2½ ore: Cima Laška Planje (2.448 m)